# Movimiento Nacional para el Progreso (Zambia)
El Movimiento Nacional para el Progreso (NMP), es un partido político de Zambia de ideología progresista.
Fundado por N’gandu Magande.
EL NMP comenzó como un movimiento antes de transformarse en partido político. N’gandu Magande, había sido Ministro de Finanzas en el gobierno del expresidente Levy Mwanawasa. 
En las elecciones generales de 2011, N’gandu Magande fue el candidato a la presidencia logrando 6.344 sufragios correspondientes al 0,23% de los votos. En la Asamblea Nacional lograron un 0,44% pero no obtuvieron representantes.